# Enicospilus pacificus
Enicospilus pacificus là một loài tò vò trong họ Ichneumonidae.